# Projeto de língua italiana Dante Alighieri
O Projeto de Língua Italiana Dante Alighieri ( PLIDA ) é um certificado emitido pela Sociedade Dante Alighieri  que atesta o conhecimento da língua italiana. O diploma é emitido após a aprovação num exame e certifica a competência linguística segundo uma escala de seis faixas coincidentes com os níveis do Quadro Comum Europeu de Referência para línguas .
O certificado é destinado as pessoas cuja língua nativa não seja o italiano e é reconhecido pelo Ministério das Relações Exteriores .

## Exame
O exame consiste em quatro partes: ouvir, ler, escrever e falar. A duração de cada um deles depende do nível do exame.
Os resultados são apresentados em trigésimos e para cada parte separadamente. Para passar no exame e obter o certificado é necessário obter pelo menos 18/30 em cada uma das partes. Em caso de reprovação em uma ou mais partes, poderá realizar esses testes novamente dentro de um ano, mantendo pontuações suficientes.

## Níveis
Os níveis do exame PLIDA seguem os do Quadro Comum Europeu de Referência para línguas:
- A1 – capacidade de usar expressões familiares e cotidianas e de trocar informações pessoais básicas;
- A2 – capacidade de manter diálogos simples e rotineiros e trocar informações de relevância imediata;
- B1 – capacidade de compreender um texto escrito ou falado sobre temas familiares e de manter uma conversa simples expressando sua opinião sobre um tema;
- B2 – conhecimento da língua ao nível de um contexto escolar tradicional, capacidade de acompanhar aulas de nível universitário e de trabalhar em atividades que exijam relacionamento com o público, interagindo fluentemente com falantes nativos de italiano;
- C1 – excelente familiaridade com a língua e cultura italiana e capacidade de falar em qualquer ambiente de trabalho (profissional, comercial, industrial e administrativo) e de produzir e ler textos longos e detalhados, compreendendo também os seus significados implícitos;
- C2 – elevado conhecimento da língua, comparável ao de um falante nativo com boa formação e utilizável em qualquer contexto da vida social e profissional.